# Грин, Джавонте
Джавонте Грин (англ. Javonte Green; род. 23 июля 1993, Питерсберг, Виргиния) — американский и черногорский профессиональный баскетболист, выступающий за клуб Национальной баскетбольной ассоциации «Кливленд Кавальерс». Играет на позиции атакующего защитника и лёгкого форварда.

## Студенческая карьера

### Ранняя жизнь и средняя школа
Грин родился и вырос в Питерсберге, штат Виргиния, где жил до 12 лет, после чего переехал жить к своей тете в Альберту, штат Виргиния. Грин учился в средней школе Брунсвик в близлежащем Лоуренсвилле, где играл в баскетбол под руководством бывшего защитника сборной Виргинии и НБА Брайанта Стита. Будучи старшеклассником, Грин набирал в среднем 18,6 очка, 5,8 подбора, 2,3 передачи и 3,1 перехвата за игру и привел команду «Бульдогов» к титулу чемпиона штата VHSL Group AA Division 3. Он был назван первым игроком штата и лучшим игроком года в штате Виргиния. Он решил играть в баскетбол в университете Рэдфорд, единственном учебном заведении первого дивизиона NCAA, предложившем ему стипендию. 
Грин также играл в футбол в Брунсвике и был стартовым квотербеком команды в младшем и старшем классах. Грину предложили стипендию в университете Джеймса Мэдисона, если он решит продолжить играть в футбол.

### Университет
На университетском уровне Грин провёл 4 сезона в Радфордском университете, получив степень в области уголовного права. Уже с первого года обучения Грин в основном выступал в стартовом составе университетской команды. Грин вошёл в символическую сборную новичков конференции Big South. За время учёбы он в 2013 году попал во вторую сборную всех звёзд Big South, а следующие два года был выбран уже в первую сборную. Помимо этого в последний год учёбы Грин был признан лучших защищающимся игроком конференции Big South.
Грин закончил карьеру в Рэдфорде, став лидером по подборам (1 064), перехватам (245) и сыгранным матчам (133), а также вторым в списке бомбардиров с 1 911 очками. 28 ноября 2021 года его майка с номером «2» была выведена из обращения в университете.

## Профессиональная карьера

### Пейшегалего (2015—2016)
Первый профессиональный сезон 2015/2016 Грин провёл в третьем по силе дивизионе чемпионата Испании по баскетболу за клуб «Пейшегалего» из галисийского города Марин. Грин был признан MVP сезона. «Пейшегалего» выиграл чемпионат и кубок лиги и поднялся в ИБЛ Оро, где, однако, продержался лишь один сезон.

### Триест (2016—2018)
11 июля 2016 года Грин подписал контракт с клубом «Триест» из итальянской серии A2, в котором отыграл 2 сезона.
По окончании контракта с «Триестом» Грин получил предложение принять участие в Летней Лиге НБА за «Финикс Санз». В Летней Лиге в Лас-Вегасе он отыграл 3 матча, набирая в среднем 8,7 очков за 11,3 минут на площадке.

### Ратиофарм (2018—2019)
25 июля 2018 года Грин подписал контракт с немецким клубом «Ратиофарм Ульм». За «Ульм» Грин провёл 36 игр в чемпионате Германии (27,1 минут и 13,8 очков за игру) и 15 игр в Кубке Европы (25,3 минут и 13,9 очков за игру).

### Бостон Селтикс (2019—2021)
Грин был приглашён играть за «Бостон Селтикс» в Летней Лиге НБА в сезоне 2019/2020. Он принял участие во всех 5 играх «Селтикс» (3 в стартовом составе) и в среднем набирал 10,8 очков, 4,8 подбора, 2,8 ассиста и 1,8 перехвата за игру.
Руководство «Бостона» подписало с Грином двухлетний контракт с частично гарантированной зарплатой в первом сезоне. Однако после предсезонных игр Грин был включен в основную заявку «Селтикс» уже на сезон 2019/2020.
Грин дебютировал в НБА 25 октября 2019 года в игре против «Торонто Рэпторс», выйдя на площадку на последние 5 секунд второй четверти. Это сделало его первым выпускником Рэдфордского университета, который сыграл хотя бы один матч в НБА.
Грин набрал свои первые очки в лиге 7 ноября 2019 года в победной игре против «Шарлотт Хорнетс», в которой набрал 12 очков (5 из 9 попаданий с игры).
Грин дебютировал в стартовой пятёрке «Селтикс» 3 февраля 2020 года в игре против клуба «Атланта Хокс» (Кемба Уокер и Макус Смарт не принимали участия в игре из-за повреждений), однако в той игре он не набрал ни одного очка, сделал 3 подбора и 1 результативную передачу за 18 минут на площадке.
25 августа 2020 года Грин успешно перенес артроскопическую операцию по восстановлению небольшого разрыва мениска в правом колене и пропустил весь плей-офф.

### Чикаго Буллз (2021—2023)
25 марта 2021 года Грин был обменян в «Чикаго Буллз» в рамках сделки с участием «Вашингтон Уизардс».
19 августа 2021 года «Чикаго Буллз» объявили о подписании двухлетнего контракта с Грином.
11 января 2023 года стало известно, что Джавонте Грин пропустит месяц из-за артроскопической операции на правом колене.

### Голден Стэйт Уорриорз (2023)
16 октября 2023 года Грин подписал контракт с командой «Голден Стэйт Уорриорз», но через три дня был отчислен. 30 октября он присоединился к команде «Санта-Круз Уорриорз».

### Возвращение в Чикаго (2024)
23 марта 2024 года Грин подписал 10-дневный контракт с «Чикаго Буллз», а 4 апреля — контракт до конца сезона. 5 апреля Грин записал на свой счет карьерный максимум по очкам и подборам, набрав 25 очков и сделав 13 подборов в победном матче с «Нью-Йорк Никс».

### Нью-Орлеан Пеликанс (2024—2025)
22 августа 2024 года Грин подписал контракт с «Нью-Орлеан Пеликанс». 20 февраля 2025 года Грин и «Пеликанс» договорились о выкупе контракта.

### Кливленд Кавальерс (2025—н.в.)
23 февраля 2025 года Грин подписал контракт с «Кливленд Кавальерс».

## Международная карьера
Грин был натурализован Черногорской Федерацией баскетбола, дебютировал за сборную Черногории в 2017 году в матчах квалификации к чемпионату мира 2019 года. В квалификации он отыграл 2 матча, в которых в среднем набирал по 11 очков и помог сборной Черногории впервые в своей истории квалифицироваться на чемпионат мира.

## Статистика

### Статистика в НБА
| Сезон                                                                                    | Команда | Регулярный сезон | Регулярный сезон | Регулярный сезон | Регулярный сезон | Регулярный сезон | Регулярный сезон | Регулярный сезон | Регулярный сезон | Регулярный сезон | Регулярный сезон | Регулярный сезон | Серия плей-офф | Серия плей-офф | Серия плей-офф | Серия плей-офф | Серия плей-офф | Серия плей-офф | Серия плей-офф | Серия плей-офф | Серия плей-офф | Серия плей-офф | Серия плей-офф |
| Сезон                                                                                    | Команда | GP               | GS               | MPG              | FG%              | 3P%              | FT%              | RPG              | APG              | SPG              | BPG              | PPG              | GP             | GS             | MPG            | FG%            | 3P%            | FT%            | RPG            | APG            | SPG            | BPG            | PPG            |
| ---------------------------------------------------------------------------------------- | ------- | ---------------- | ---------------- | ---------------- | ---------------- | ---------------- | ---------------- | ---------------- | ---------------- | ---------------- | ---------------- | ---------------- | -------------- | -------------- | -------------- | -------------- | -------------- | -------------- | -------------- | -------------- | -------------- | -------------- | -------------- |
| 2019/20                                                                                  | Бостон  | 48               | 2                | 9,7              | 50,0             | 27,3             | 66,7             | 1,9              | 0,5              | 0,5              | 0,2              | 3,4              | 1              | 0              | 5,7            | 50,0           | 50,0           | -              | 1,0            | 0,0            | 0,0            | 0,0            | 3,0            |
| 2020/21                                                                                  | Бостон  | 25               | 2                | 13,8             | 54,9             | 31,8             | 66,7             | 2,1              | 0,4              | 0,7              | 0,1              | 4,2              | Не участвовал  | Не участвовал  | Не участвовал  | Не участвовал  | Не участвовал  | Не участвовал  | Не участвовал  | Не участвовал  | Не участвовал  | Не участвовал  | Не участвовал  |
| 2020/21                                                                                  | Чикаго  | 16               | 0                | 8,0              | 45,2             | 37,5             | 100,0            | 1,2              | 0,4              | 0,6              | 0,3              | 2,6              | Не участвовал  | Не участвовал  | Не участвовал  | Не участвовал  | Не участвовал  | Не участвовал  | Не участвовал  | Не участвовал  | Не участвовал  | Не участвовал  | Не участвовал  |
| 2021/22                                                                                  | Чикаго  | 65               | 45               | 23,4             | 54,2             | 35,6             | 83,3             | 4,2              | 0,9              | 1,0              | 0,5              | 7,2              | 5              | 1              | 14,3           | 17,6           | 0,0            | 50,0           | 3,0            | 0,4            | 1,8            | 0,0            | 1,4            |
| 2022/23                                                                                  | Чикаго  | 32               | 1                | 15,0             | 56,5             | 37,1             | 66,7             | 2,8              | 0,7              | 0,8              | 0,7              | 5,2              | Не участвовал  | Не участвовал  | Не участвовал  | Не участвовал  | Не участвовал  | Не участвовал  | Не участвовал  | Не участвовал  | Не участвовал  | Не участвовал  | Не участвовал  |
| 2023/24                                                                                  | Чикаго  | 9                | 5                | 25,6             | 60,0             | 37,0             | 76,9             | 7,4              | 0,6              | 1,1              | 0,9              | 12,2             | Не участвовал  | Не участвовал  | Не участвовал  | Не участвовал  | Не участвовал  | Не участвовал  | Не участвовал  | Не участвовал  | Не участвовал  | Не участвовал  | Не участвовал  |
|                                                                                          | Всего   | 195              | 55               | 16,3             | 54,1             | 34,5             | 75,4             | 3,1              | 0,7              | 0,8              | 0,4              | 5,4              | 6              | 1              | 12,9           | 21,1           | 12,5           | 50,0           | 2,7            | 0,3            | 1,5            | 0,0            | 1,7            |
| Наведите курсор мыши на аббревиатуры в заголовке таблицы, чтобы прочесть их расшифровку. |         |                  |                  |                  |                  |                  |                  |                  |                  |                  |                  |                  |                |                |                |                |                |                |                |                |                |                |                |

### Статистика в Джи-Лиге
| Сезон                                                                                    | Команда             | Регулярный сезон | Регулярный сезон | Регулярный сезон | Регулярный сезон | Регулярный сезон | Регулярный сезон | Регулярный сезон | Регулярный сезон | Регулярный сезон | Регулярный сезон | Регулярный сезон | Серия плей-офф | Серия плей-офф | Серия плей-офф | Серия плей-офф | Серия плей-офф | Серия плей-офф | Серия плей-офф | Серия плей-офф | Серия плей-офф | Серия плей-офф | Серия плей-офф |
| Сезон                                                                                    | Команда             | GP               | GS               | MPG              | FG%              | 3P%              | FT%              | RPG              | APG              | SPG              | BPG              | PPG              | GP             | GS             | MPG            | FG%            | 3P%            | FT%            | RPG            | APG            | SPG            | BPG            | PPG            |
| ---------------------------------------------------------------------------------------- | ------------------- | ---------------- | ---------------- | ---------------- | ---------------- | ---------------- | ---------------- | ---------------- | ---------------- | ---------------- | ---------------- | ---------------- | -------------- | -------------- | -------------- | -------------- | -------------- | -------------- | -------------- | -------------- | -------------- | -------------- | -------------- |
| 2023/24                                                                                  | Санта-Круз Уорриорз | 10               | 0                | 22,2             | 48,9             | 35,5             | 82,4             | 6,8              | 0,7              | 1,3              | 0,7              | 12,8             | Не участвовал  | Не участвовал  | Не участвовал  | Не участвовал  | Не участвовал  | Не участвовал  | Не участвовал  | Не участвовал  | Не участвовал  | Не участвовал  | Не участвовал  |
|                                                                                          | Всего               | 10               | 0                | 22,2             | 48,9             | 35,5             | 82,4             | 6,8              | 0,7              | 1,3              | 0,7              | 12,8             | Не участвовал  | Не участвовал  | Не участвовал  | Не участвовал  | Не участвовал  | Не участвовал  | Не участвовал  | Не участвовал  | Не участвовал  | Не участвовал  | Не участвовал  |
| Наведите курсор мыши на аббревиатуры в заголовке таблицы, чтобы прочесть их расшифровку. |                     |                  |                  |                  |                  |                  |                  |                  |                  |                  |                  |                  |                |                |                |                |                |                |                |                |                |                |                |

### Статистика в NCAA
| Сезон | Команда | Conf      | Class | GP  | GS  | MPG  | FG%  | 3P%  | FT%  | RPG | APG | SPG | BPG | PPG  |
| --- | ------- | --------- | ----- | --- | --- | ---- | ---- | ---- | ---- | --- | --- | --- | --- | ---- |
| 2011/12 | Радфорд | Big South | FR    | 32  | 22  | 22,0 | 46,7 | 19,4 | 61,8 | 6,7 | 0,6 | 1,4 | 0,5 | 10,2 |
| 2012/13 | Радфорд | Big South | SO    | 32  | 32  | 27,7 | 50,4 | 19,2 | 59,2 | 8,1 | 1,3 | 2,1 | 0,7 | 14,6 |
| 2013/14 | Радфорд | Big South | JR    | 35  | 34  | 25,6 | 54,8 | 34,3 | 68,6 | 8,1 | 1,1 | 1,9 | 0,6 | 16,9 |
| 2014/15 | Радфорд | Big South | SR    | 34  | 34  | 26,2 | 54,4 | 11,1 | 69,7 | 9,0 | 1,3 | 1,9 | 0,9 | 15,4 |
| Всего | Всего   | Всего     | Всего | 133 | 122 | 25,4 | 51,9 | 23,8 | 65,6 | 8,0 | 1,1 | 1,8 | 0,7 | 14,4 |
| Наведите курсор мыши на аббревиатуры в заголовке таблицы, чтобы прочесть их расшифровку Статистика приведена с сайта sports-reference.com |         |           |       |     |     |      |      |      |      |     |     |     |     |      |

### Статистика в других лигах
| Сезон | Команда        | Лига               | GP  | GS  | MPG  | FG%  | 3P%  | FT%  | RPG | APG | SPG | BPG | PFL | TOV | PPG  |
| --- | -------------- | ------------------ | --- | --- | ---- | ---- | ---- | ---- | --- | --- | --- | --- | --- | --- | ---- |
| 2015/16 | Пейксегалего   | ЛЕБ Силвер         | 25  | 23  | 30,0 | 52,6 | 41,5 | 70,9 | 6,7 | 1,4 | 2,2 | 0,8 | 2,3 | 1,6 | 18,0 |
| 2016/17 | Триест         | Серия А2           | 45  | 41  | 27,9 | 54,0 | 37,7 | 69,6 | 5,5 | 1,2 | 2,4 | 0,5 | 2,3 | 1,9 | 15,6 |
| 2017/18 | Триест         | Серия А2           | 41  | 40  | 29,3 | 54,5 | 32,8 | 84,8 | 7,1 | 1,4 | 2,3 | 0,5 | 2,3 | 1,8 | 18,1 |
| 2018/19 | Все клубы      | Все лиги           | 51  | 51  | 26,6 | 54,9 | 35,6 | 73,0 | 4,7 | 1,6 | 2,3 | 0,4 | 2,7 | 1,5 | 13,8 |
| 2018/19 | Ратиофарм Ульм | Чемпионат Германии | 36  | 36  | 27,1 | 55,5 | 35,4 | 72,4 | 4,8 | 1,6 | 2,2 | 0,4 | 2,8 | 1,4 | 13,8 |
| 2018/19 | Ратиофарм Ульм | Кубок Европы       | 15  | 15  | 25,3 | 53,3 | 36,1 | 74,2 | 4,5 | 1,7 | 2,5 | 0,3 | 2,4 | 1,5 | 13,9 |
| Всего | Всего          | Всего              | 162 | 155 | 28,2 | 54,1 | 36,3 | 75,1 | 5,8 | 1,4 | 2,3 | 0,5 | 2,4 | 1,7 | 16,1 |
| Наведите курсор мыши на аббревиатуры в заголовке таблицы, чтобы прочесть их расшифровку Статистика приведена с сайта basketball.realgm.com |                |                    |     |     |      |      |      |      |     |     |     |     |     |     |      |